# Wilhelm Spemann

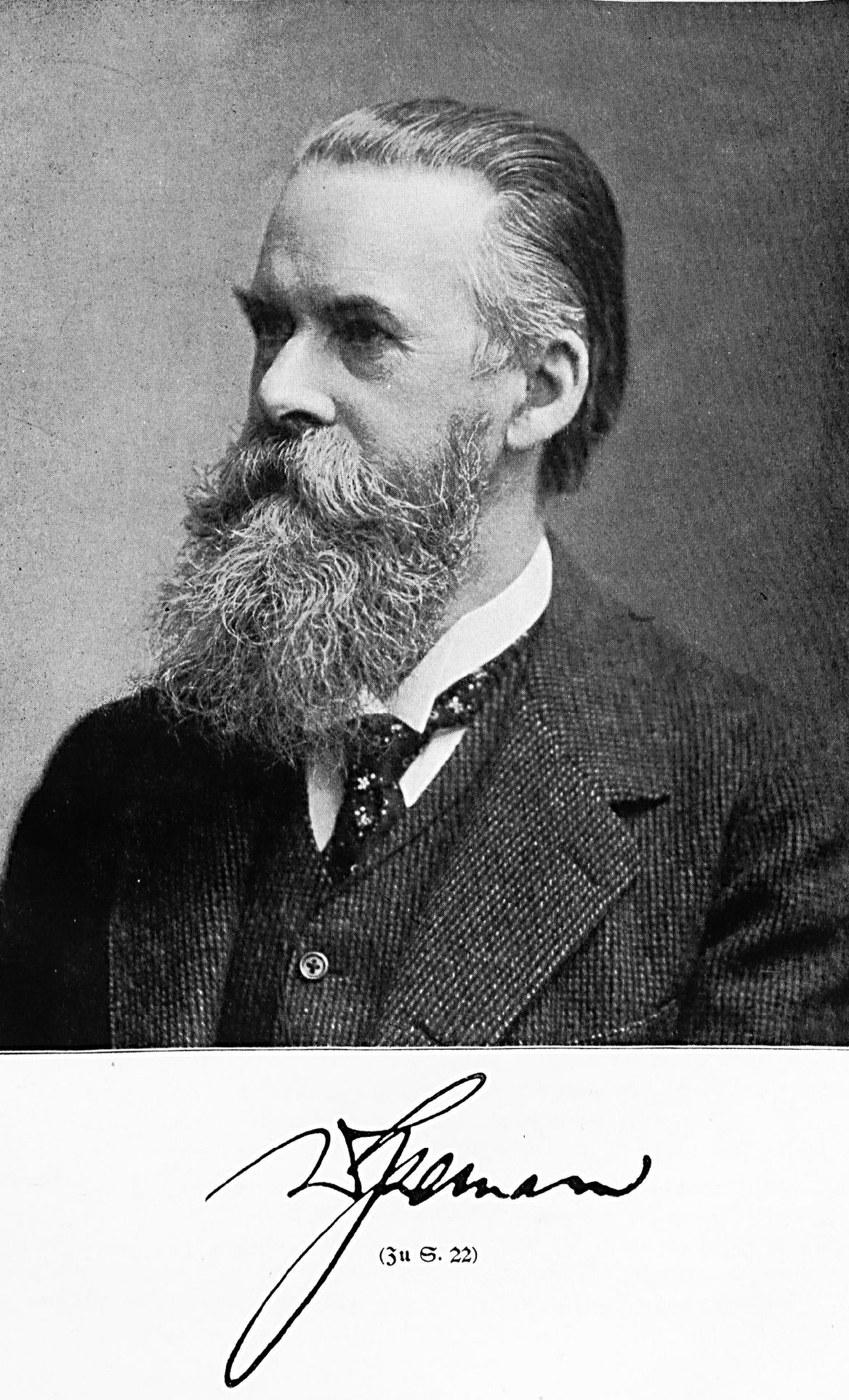
Wilhelm Spemann

Johann Wilhelm Spemann (* 24. Dezember 1844 in Unna; † 29. Juni 1910 in Stuttgart) war ein deutscher Verleger. 

## Leben
Wilhelm Spemanns Vater Adolph Spemann (* 6. Februar 1812 in Hörde, jetzt Dortmund; † 16. Dezember 1851 in Dortmund) entstammte einem alten Bauerngeschlecht aus Rheinen. Sowohl der Großvater Johann Friedrich Wilhelm Spemann (* 2. Dezember in Rheinen, jetzt Schwerte; † 5. Dezember 1813 in Hörde, jetzt Dortmund) als auch der Urgroßvater waren Rentmeister gewesen, der Urgroßvater von 1793 bis 1800 auch Hörder Bürgermeister. Der Großvater war außerdem königlich preußischer Amtsrat und besaß die Hörder Burg, die die Großmutter Elisabeth Spemann, geborene Crone (* 2. April 1772 in Hörde, jetzt Dortmund; † 14. Dezember 1856 ebenda) am 23. Oktober 1840 an Hermann Diedrich Piepenstock verkaufte. Die Mutter Wilhelm Spemanns, Thekla Spemann, geborene Keller (* 15. Juli 1815 in Erlangen; † 9. Dezember 1895 in Stuttgart), war die Tochter des Rechtsanwalts Ludwig Keller (* 18. Juli 1786 in Orsoy, jetzt Rheinberg; † 26. Juli 1869 in Hamm). Wilhelm Spemann wurde evangelisch getauft.
Der Vater Adolph Spemann ließ sich in Dortmund als Rechtsanwalt und Notar nieder und so wuchs Wilhelm Spemann dort auf. Er besuchte das Dortmunder Gymnasium bis 1862, als er wegen eines Asthma-Leidens nach Montreux und Zürich ging. In Zürich besuchte er an Universität und Polytechnikum Vorlesungen, unter anderem bei Friedrich Theodor Vischer und Johannes Scherr. Er begann eine Lehre als Buchhändler, die ihn nach Stuttgart und Leipzig führte. Wegen erneuter Asthma-Leiden verbrachte er den Winter 1866/1867 in Rom, wo er mit deutschen Wissenschaftlern und Künstlern in Kontakt kam. Im Jahr 1868 trat er als Prokurist in die Weise’sche Hofbuchhandlung Stuttgart ein, die er am 1. Januar 1870 aufkaufte und unter dem Namen Julius Weise’s Hofbuchhandlung Wilhelm Spemann betrieb.
Wilhelm Spemann war zweimal verheiratet: zuerst mit Lisanka Hoffmann (1839–1871) aus Ballenstedt, dann mit Marie Adriani (1849–1917) aus Hattingen. Beide Hochzeiten fanden in Dortmund statt, die mit Lisanka Hoffmann in der Marienkirche. Er hatte sechs Kinder, darunter die beiden Verleger Gottfried und Adolf sowie der Biologe und Nobelpreisträger Hans Spemann.

## Wirken
Im Jahr 1873 gründete Wilhelm Spemann dem nach ihm benannten Verlag, in dem vor allem Lieferungsausgaben und Buchreihen veröffentlicht wurden. Beispiele sind die zwischen 1876 und 1878 erschienene Germania von Johannes Scherr, das zwischen 1876 und 1880 erschienene Werk Die Erde und ihre Völker, die von 1881 bis 1890 veröffentlichten Bücher der Collection Spemann, die bis 2002 bestehende Jugendbuchreihe Das Neue Universum und die zwischen 1882 und 1899 von Joseph Kürschner herausgegebene Deutsche Nationalliteratur. Dieser gab auch den Deutschen Literatur-Kalender heraus. Daneben veröffentlichte der Verlag auch Zeitschriften Familienbuch Vom Fels zum Meer mit dem Untertitel Spemann’s Illustrirte Zeitschrift heraussticht. Für Kinder verlegte Spemann die Knabenzeitung Der Gute Kamerad oder die Mädchenzeitung Das Kränzchen.
Der Verlag Wilhelm Spemann ging 1890 in der Union Deutsche Verlagsgesellschaft auf, die Spemann gemeinsam mit Adolf Kröner gegründet hatte. Nach sieben Jahren trat Spemann aus diesem Unternehmen wieder aus, da er keine Möglichkeit sah seine Ideen in dem Großverlag zu verwirklichen. Die 1882 gegründete Niederlassung des Verlags Wilhelm Spemann wurde wieder aus der Union Deutsche Verlagsgesellschaft ausgegliedert und bildete Spemanns Grundlage für eine erneute Verlagstätigkeit. Dort erschienen unter anderem die Weltgeschichtlichen Betrachtungen und die Griechische Kulturgeschichte aus dem Nachlass von Jacob Burckhardt, eine Neuausgabe von Herman Grimms Das Leben des Michelangelo und das Handbuch der deutschen Geschichte von Bruno Gebhardt. Daneben beteiligte sich Spemann am August Scherl Verlag in Berlin und am Engelhorn Verlag in Stuttgart.
Spemann war zeitlebens von einer schwachen Gesundheit geprägt. Trotzdem übernahm er neben seiner verlegerischen Tätigkeit noch Aufgaben im Börsenverein des Deutschen Buchhandels, dessen Vorstand er von 1880 bis 1884 angehörte. In dieser Zeit setzte er sich unter anderem für die Buchpreisbindung ein. Von 1893 bis zu seinem Tod war er Mitglied des Ausschusses für Urheber- und Verlagsrecht.

## Auszeichnungen
Im Jahr 1889 wurde Spemann mit dem Ritterkreuz I. Klasse des Königlich Württembergischen Friedrichs-Ordens ausgezeichnet. 1896 wurde ihm der Titel Geheimer Kommerzienrat verliehen.